# Acueducto de la Hidalga y Coca
El acueducto de la Hidalga y Coca es un antiguo acueducto ubicado en la ciudad de Ronda (Andalucía, España) construido en 1789.

## Descripción
Aportaba agua desde los manantiales de los que toma su nombre hasta la ciudad de Ronda a través de un recorrido de 9,5 km. Consta de diferentes tramos de arquerías de mayor altura cuando se aproxima a la ciudad. Está construido con ladrillo y mampostería. Al entrar en Ronda atravesaba el Tajo y distribuía el agua en 6 fuentes, de las que únicamente se conserva la conocida como fuente de los Ocho Caños. Su encuentra en desuso y su estado actual es de total abandono, pero aún se conservan tramos de arquería que son visibles en la carretera que una Ronda con la localidad de El Burgo.